# EasySky

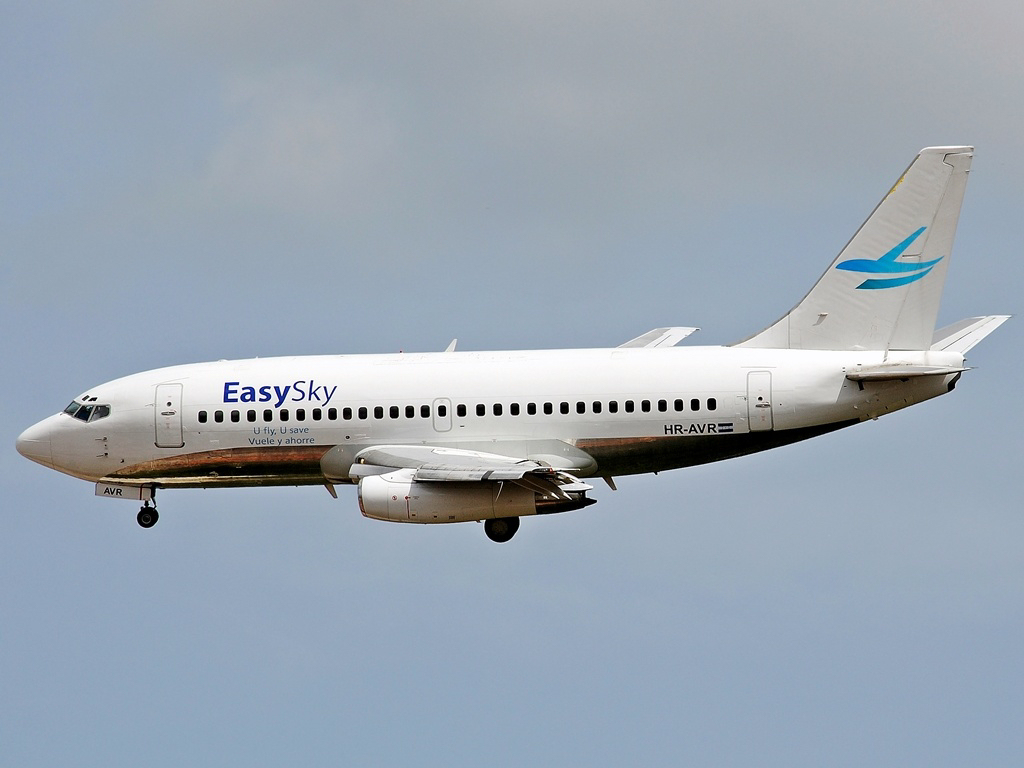
Boeing 737-200 de EasySky (HR-AVR) en aproximación al Aeropuerto Internacional Toncontín.

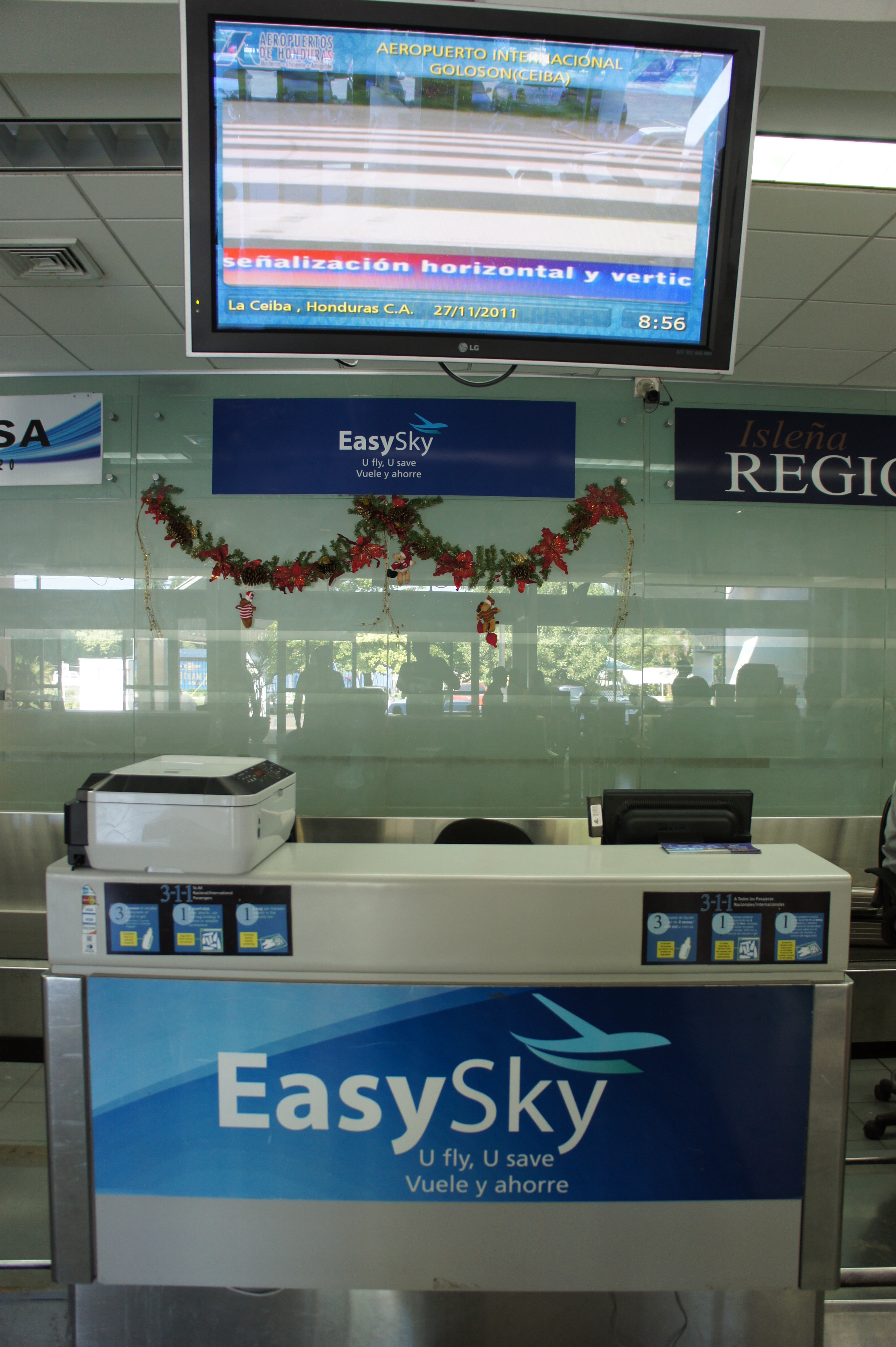
Mostrador de facturación de EasySky en el Aeropuerto Internacional Ramón Villeda Morales (2011)

EasySky fue una aerolínea de bajo coste de Honduras. Fue fundada en el año 2011 e inició operando destinos domésticos especialmente del Caribe hondureño y las principales ciudades del país, teniendo su base principal en el Aeropuerto Internacional Golosón de La Ceiba. A partir de 2015 se afilió con Global Air y estableció su sede central en el Aeropuerto Internacional Toncontín de Tegucigalpa. En 2018 cesó sus operaciones. 

## Flota histórica
| Aeronaves               | Total | Introducido | Retirado | Matrículas      |
| ----------------------- | ----- | ----------- | -------- | --------------- |
| BAe Jetstream 31        | 2     | 2011        | 2016     | HR-AWH y HR-AWG |
| Beechcraft C90 King Air | 1     | 2011        | 2015     | HR-AXL          |
| Boeing 737-200          | 2     | 2011        | 2017     | HR-AVR y XA-UHZ |
| Boeing 737-500          | 2     | 2017        | 2018     | HR-AYS y HR-EMH |

## Antiguos destinos
| Países      | Destinos         | Aeropuertos                                                  |
| ----------- | ---------------- | ------------------------------------------------------------ |
| Cuba        | La Habana        | Aeropuerto Internacional José Martí                          |
| Granada     | Saint George     | Aeropuerto Internacional Maurice Bishop                      |
| Guyana      | Georgetown       | Aeropuerto Internacional Cheddi Jagan                        |
| Honduras    | La Ceiba         | Aeropuerto Internacional Golosón (HUB 2011-2015)             |
| Honduras    | Roatán           | Aeropuerto Internacional Juan Manuel Gálvez (HUB secundario) |
| Honduras    | San Pedro Sula   | Aeropuerto Internacional Ramón Villeda Morales               |
| Honduras    | Tegucigalpa      | Aeropuerto Internacional Toncontín (HUB 2015-2018)           |
| México      | Cancún           | Aeropuerto Internacional de Cancún                           |
| México      | Toluca           | Aeropuerto Internacional Lic. Adolfo López Mateos            |
| Panamá      | Ciudad de Panamá | Aeropuerto Internacional Tocumen                             |
| Santa Lucía | Vieux Fort       | Aeropuerto Internacional Hewanorra                           |
| Venezuela   | Caracas          | Aeropuerto Internacional de Maiquetía Simón Bolívar          |
| Venezuela   | Valencia         | Aeropuerto Internacional Arturo Michelena                    |